# Emilianowo (powiat bydgoski)

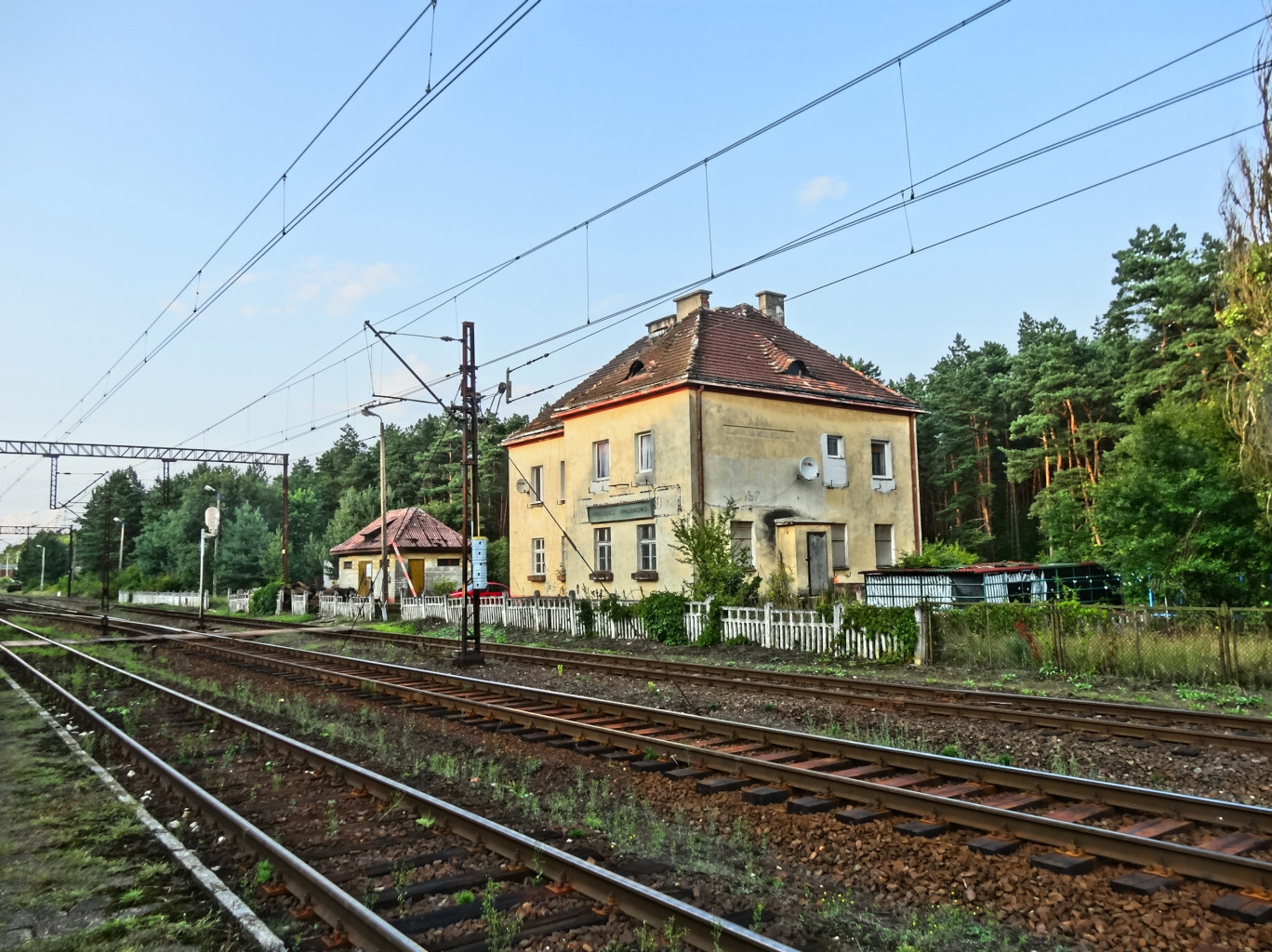
Przystanek kolejowy Bydgoszcz Emilianowo

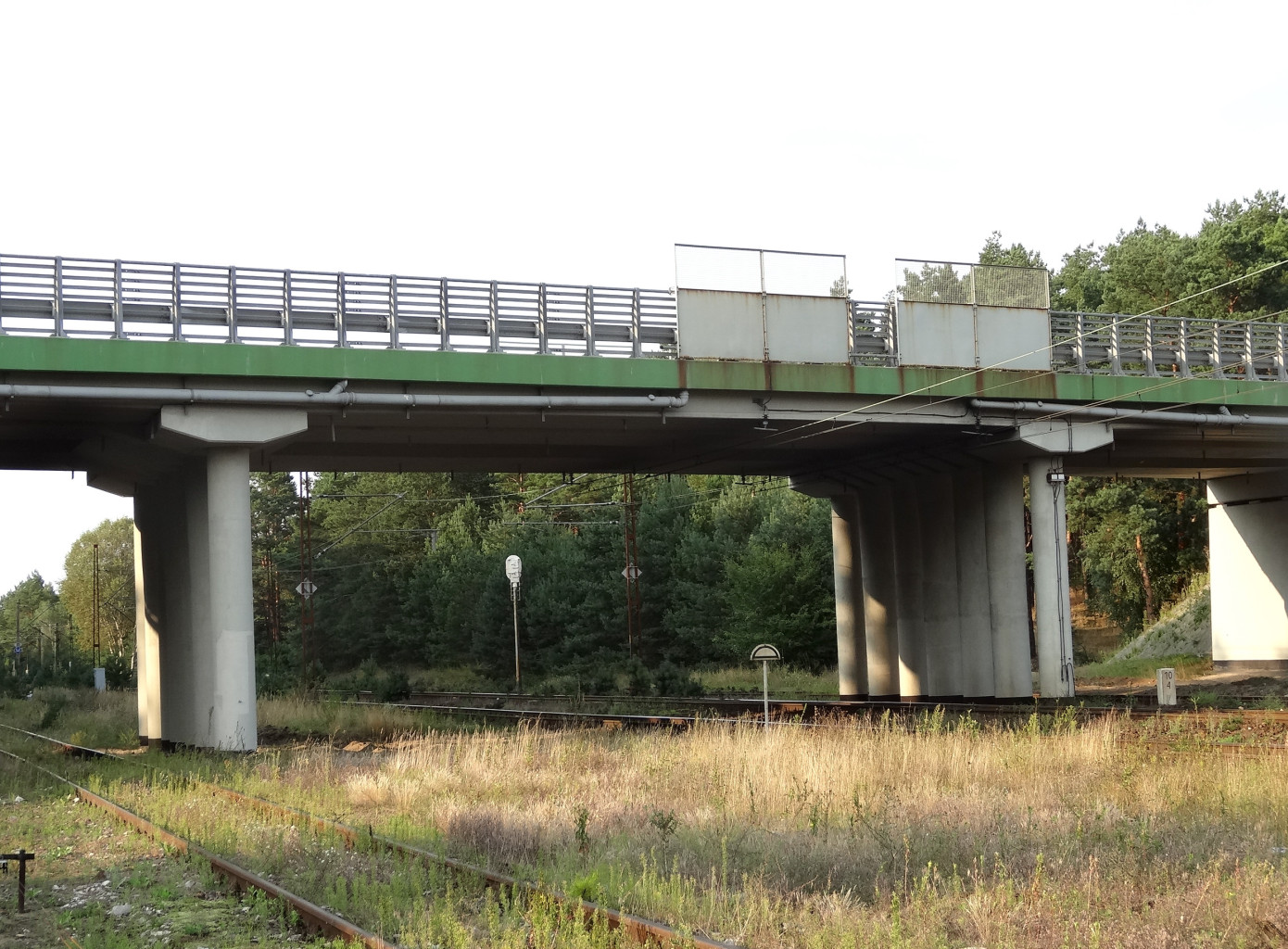
Wiadukt drogowy południowej obwodnicy Bydgoszczy nad magistralą węglową w Emilianowie

Emilianowo – mała osada śródleśna w Puszczy Bydgoskiej położona w woj. kujawsko-pomorskim, w pow. bydgoskim, w gminie Nowa Wieś Wielka, w sołectwie Brzoza. W latach 1975–1998 miejscowość administracyjnie należała do województwa bydgoskiego.

## Położenie
Emilianowo jest miejscowością niesołecką usytuowaną w Puszczy Bydgoskiej tuż przy południowo-wschodniej granicy miasta Bydgoszczy. Jako punkt orientacyjny miejscowości można uznać przecięcie drogi krajowej nr 10 i magistrali węglowej Śląsk – Gdynia.

## Charakterystyka
Emilianowo w obecnej postaci istnieje od lat 60. XX w. po połączeniu miejscowości Emilianowo (leśniczówka i stacja PKP) z miejscowością Kobyle Błota (leśniczówka i kilka domostw) i zniesieniu Leśnictwa Emilianowo, a przemianowaniu osady i Leśnictwa Kobyle Błota na Emilianowo. W osadzie znajduje się kilka budynków leśniczówki Emilianowo (poprzednio Kobyle Błota) i dawne Emilianowo (kilometr na południowy wschód od stacji PKP Bydgoszcz Emilianowo), dwa domy mieszkalne oraz kompleks budynków kolejowych. Przez osadę przebiega  pieszy szlak turystyczny "Wolnościowy".
Leśnictwo Emilianowo wchodzi w skład Nadleśnictwa Bydgoszcz. Jego powierzchnia wynosi 973 ha z czego 941 ha to powierzchnia leśna, a 32 ha stanowi powierzchnię nieleśną.

## Historia
Istnieją przesłanki świadczące o tym, że w miejscu, w którym znajdowała się niegdyś Leśniczówka Emilianowo istniała może nawet w neolicie jakaś osada. Sprzyjało temu skrzyżowanie traktów łączących liczące się wówczas ośrodki gospodarcze z terenów obecnej Bydgoszczy i Inowrocławia oraz Chrośnej i Łabiszyna.
Wieś Emilianowo powstała od podstaw w XIX wieku na wykarczowanej polanie leśnej w Puszczy Bydgoskiej, około 1 km na północ od staropolskiej wsi Łażyn (niem. Kleinwalde). Wieś ta nie istniała jeszcze na przełomie XVIII i XIX wieku, czego dowodem jest jej brak na mapie Schröttera. W jej miejscu rósł wówczas bór sosnowy. Istniała natomiast osada Kobyle Błota (niem. Kobelblott), położona w miejscu obecnej leśniczówki przy południowej obwodnicy drogowej Bydgoszczy. Spis miejscowości rejencji bydgoskiej z 1833 r. podaje, że osadę Kobyle Błota w powiecie bydgoskim zamieszkiwały 22 osoby (17 ewangelików, 5 katolików) w 3 domach. Kolejny spis z 1860 r. podaje, że w Kobylich Błotach mieszkało 25 ewangelików w 4 domach. Miejscowość należała administracyjnie do Żółwina Małego. Dzieci z osady uczęszczały do szkoły w Pieckach. Miejscowość należała do parafii katolickiej i ewangelickiej w Bydgoszczy.
W XIX wieku powstała zabudowa wsi Emilianowo wzdłuż drogi ciągnącej się z zachodu na wschód. Wieś miała wydłużony kształt i połączona była drogą z Wypaleniskami, Łażynem i Prądocinem. Rozwój wsi w XIX wieku należy przypisać planowej kolonizacji niemieckiej, związanej z osadzaniem pracowników leśnych. Słownik geograficzny Królestwa Polskiego dla roku 1884 podaje, że Emilanowo (niem. Emilienau) była nową wsią w powiecie bydgoskim. Mieszkało tu 261 osób (231 ewangelików, 26 katolików, 4 Żydów) w 41 domach. Połowa mieszkańców była analfabetami. Najbliższa poczta i stacja kolejowa znajdowała się w Chmielnikach.
W styczniu 1920 roku na mocy traktatu wersalskiego miejscowość znalazła się w granicach odrodzonej Polski. W wyniku nowego podziału administracyjnego i nazewnictwa wieś przemianowano na Łażyn, włączając do niej także jako przysiółek wieś Kleinwalde, która była dawną staropolską wsią o nazwie Łażyn. Nazwa Emiljanowo zachowała się w nazwie leśnictwa, które należało do sołectwa (gromady) Brzoza, podobnie jak osady: Piecki, Stryszek, Prosinionka, Chmielniki oraz leśnictwa Brzoza i Zielonka. W 1930 r. przez leśnictwo Emilianowo poprowadzono nową magistralę węglową łączącą Górny Śląsk z portem w Gdyni.
W czasie II wojny światowej Leśnictwo Emilianowo stanowiło zaplecze fabryki zbrojeniowej Dynamit AG Bromberg. Budowana od grudnia 1939 r. szybko uzyskała dużą zdolność produkcyjną i pod koniec II wojny światowej była ważnym ogniwem przemysłu militarnego III Rzeszy. Z tego względu budziła żywe zainteresowanie organizacji konspiracyjnych, jak i alianckich wywiadów. Niemcy rozbudowali magistralę węglową o drugi tor i pobliżu leśniczówki zbudowali stację kolejową nazwaną później Bydgoszcz Emilianowo. Stacja była ważnym ogniwem zakładowego transportu. W 1945 r. wyposażenie fabryki zostało zdemontowane przez Armię Radziecką i wywiezione do ZSRR. Obecnie większość terenu dawnej fabryki DAG Bromberg zajmują przedsiębiorstwa przemysłu chemicznego (Zachem, Nitrochem), Bydgoski Park Przemysłowo-Technologiczny, a fragment dawnej strefy produkcji nitrogliceryny zaadaptowano na Exploseum, prowadzone przez Muzeum Okręgowe im. Leona Wyczółkowskiego w Bydgoszczy.
Od 1945 leśnictwo Emiljanowo wchodziło w skład gromady wiejskiej Brzoza. W 1954 roku część leśnictwa Emilianowo wraz ze stacją kolejową zostało włączonych do terytorium administracyjnego Bydgoszczy. Tereny leśne położone na południe od obwodnicy drogowej Bydgoszczy wyłączono z miasta i przekazano gminie Nowa Wieś Wielka w 1977 roku.
W latach 70. XX w. nazwą Emilianowo obejmowano stację kolejową z budynkami, leśnictwo, dwa domy położone przy obwodnicy południowej Bydgoszczy, także w głębi lasu. 18 grudnia 1980 r. Emilianowo włączono do sołectwa Brzoza. W 2020 Krajowy Ośrodek Wsparcia Rolnictwa powołał spółkę "Terminal Intermodalny Bydgoszcz Emilianowo", której zadaniem będzie budowa pierwszego terminala przeładunkowego dla towarów rolno-spożywczych w województwie kujawsko-pomorskim.
Natomiast dawna duża wieś Emilianowo zwana po wojnie Łażyn Duży uległa zanikowi do lat 80. XX wieku.

## Placówka konspiracyjna „Zagroda”
W „dawnej” leśniczówce Emilianowo funkcjonowała w latach 1939–1948 polska placówka konspiracyjna Związku Walki Zbrojnej (1939–1942), Armii Krajowej (1942–1945) i Wolność i Niezawisłość (1945–1948) pod kryptonimem „Zagroda”. W jej ramach - z inicjatywy miejscowych leśników – powstała grupa konspiracyjna „Darzbór”. Jej komendantem w latach 1939-1948 był miejscowy leśniczy Franciszek Wrembel ps. „Marcin”. Placówka dokonała wielu bohaterskich czynów: udzielała pomocy więźniom z obozu Bromberg-Ost, dokonywała wywiadu w fabryce zbrojeniowej DAG Fabrik Bromberg, przerzucała do Anglii jeńców brytyjskich ze stalagu XX-A w Toruniu, ukrywała Polaków, a w 1945 r. założyła oddział partyzancki „Świerki II”. Po rozbiciu oddziału na poligonie Kabat przez NKWD, członków grupy sądziły władze PRL. Dwie osoby skazano na karę śmierci „za działalność w AK”.

### Pomnik ku czci partyzantów z grupy Darzbór
W byłej leśniczówce Emilianowo ustawiono 1 września 2009 roku pomnik dla uczczenia pamięci grupy Darzbór i jej bohaterskich członków – „Na przyszłą rzeczy pamiątkę – Ad futuram rei memoriam”...